# スーパーソニック (オアシスの曲)
「スーパーソニック」（原題：Supersonic）は、1994年にオアシスが発表した楽曲、及び同曲を収録したシングル。デビュー・シングルである。

## 概要
ノエル・ギャラガーの作詞・作曲。英国のシングル・チャートでは最高31位を記録。
日本盤CDは収録内容が英国盤CDとは異なり、2枚目のシングル「シェイカーメイカー」からもカップリング曲を収録しているが、「テイク・ミー・アウェイ」のみが未収録である。
発売30周年を記念して、コレクターズエディションが発売された。

## 収録曲
- 英国盤CD CRESCD 176

1. スーパーソニック - Supersonic -
2. テイク・ミー・アウェイ - Take Me Away -
3. アイ・ウィル・ビリーヴ - I Will Believe (Live) -
4. コロンビア（ホワイト・レーベル・デモ）Columbia (White Label Demo) -

- 7インチアナログ CRE 176

1. スーパーソニック - Supersonic -
2. テイク・ミー・アウェイ - Take Me Away -

- 12インチアナログ CRE 176T

1. スーパーソニック - Supersonic -
2. テイク・ミー・アウェイ - Take Me Away -
3. アイ・ウィル・ビリーヴ - I Will Believe (Live) -

- カセットテープ CRECS 176

1. スーパーソニック - Supersonic -
2. テイク・ミー・アウェイ - Take Me Away -

- 日本盤CD ESCA-6025

1. スーパーソニック - Supersonic -
2. シェイカーメイカー - Shakermaker -
3. アライブ - ALIVE (8 Track Demo)
4. コロンビア（ホワイト・レーベル・デモ）Columbia (White Label Demo) -
5. ドゥヤ・ウォナ・ビー・ア・スペースマン? - D'yer Wanna Be A Spaceman?
6. アイ・ウィル・ビリーヴ - I Will Believe (Live) -

## チャート
| チャート (1994–1995年)                   | 最高位 |
| ---------------------------------------- | ------ |
| オーストラリア (ARIA)                    | 122    |
| ヨーロッパ (Eurochart Hot 100)4.         | 92     |
| フランス (SNEP)                          | 33     |
| アイルランド (IRMA)                      | 24     |
| 日本 (オリコン)                          | 81     |
| ニュージーランド (Recorded Music NZ)     | 28     |
| スコットランド (Official Charts Company) | 35     |
| UK シングルス (OCC)                      | 31     |
| UK インディ (OCC)                        | 2      |
| US Alternative Airplay (Billboard)       | 11     |
| US Mainstream Rock (Billboard)           | 38     |
| US Commercial Alternative Cuts (CMJ)     | 7      |
| US Alternative Top 50 (Radio & Records)  | 9      |
| US Rock Tracks Top 60 (Radio & Records)  | 37     |

| チャート (1994年)                     | 順位 |
| ------------------------------------- | ---- |
| 全米 アルタナティヴ (Radio & Records) | 62   |

| チャート (1995年)       | 順位 |
| ----------------------- | ---- |
| イギリス (OCC)          | 206  |
| イギリス インディ (OCC) | 7    |

| チャート (1996年) | 順位 |
| ----------------- | ---- |
| イギリス (OCC)    | 189  |